# 玛丽·T·马尔
玛丽·T·马尔（英語：Mary T. Meagher，1964年10月27日—），美国女子游泳运动员，主攻蝶泳。她曾代表美国参加1984年和1988年夏季奥林匹克运动会游泳比赛，获得三枚金牌、一枚银牌和一枚铜牌。